# ارتش آزادی‌بخش ملی (لیبی)
ارتش آزادی‌بخش ملی (عربی: جیش التحریر الوطنی اللیبی‎، ت. «jaysh al-taḥrīr al-waṭanī al-lībī») نیروهای مسلح آزادی‌بخش ملی جمهوری آزاد لیبی، که قبلاً با نام ارتش آزاد لیبی شناخته می‌شد، یک سازمان نظامی لیبیایی وابسته به شورای ملی انتقالی بود که در طول نخستین جنگ داخلی لیبی توسط اعضای نظامی جدا شده و داوطلبان غیرنظامی تشکیل شد تا علیه اعضای باقی‌مانده نیروهای مسلح لیبی و شبه‌نظامیان وفادار به حکومت معمر قذافی بجنگد. فرمانده کل خودخوانده آن ژنرال خلیفه حفتر بود، اگرچه شورای ملی انتقالی ترجیح داد سرلشکر عبدالفتاح یونس العبیدی را به عنوان فرمانده کل قوا منصوب کند. این گروه مدتی در بخش‌هایی از شرق لیبی که تحت کنترل نیروهای ضد قذافی بود، خود را برای نبرد تمام‌عیار نهایی در غرب لیبی علیه شبه‌نظامیان طرفدار قذافی آماده کرده بود و پیش از شروع حمله، افراد زیادی را آموزش داده بود. آنها برای کنترل بنغازی، مصراته، بریقه، اجدابیا، زاویه و رأس لانوف و همچنین چندین شهر در کوه‌های نفوسه مبارزه کرده‌اند. آنها سرانجام در اوت ۲۰۱۱ نبرد طرابلس را با حمله از غرب شهر آغاز کردند و در ۲۰ اوت نیز به قیام داخلی دامن زدند.
ادعاهایی وجود داشت مبنی بر اینکه ۸۰۰۰ سرباز در بنغازی مجهز به تعداد قابل توجهی سلاح بودند که از انبارهای متروکه ارتش لیبی به غنیمت گرفته شده بود، از جمله تفنگ‌های کلاشینکف و اف‌ان فال، آرپی‌جی، توپخانه خودکششی، توپ‌های ضدهوایی و چندین تانک. ارتش آزادی‌بخش ملی پس از جدایی اولیه از نیروهای مسلح لیبی، حداقل ۳۰۰۰ سرباز داشت و بعدها در اوج خود به بیش از ۱۷۰۰۰ نفر رسید.
طبق بیانیه‌ای که توسط شورای ملی انتقالی منتشر شد، این نیرو قبلاً ارتش آزاد لیبی نام داشت، اما در پایان ماه مه ۲۰۱۱ تغییر نام داد تا «به تعریف بهتر تلاش‌های نظامی فزاینده حرفه‌ای و منظم برای غلبه بر رژیم قذافی کمک کند». این پرچم از پرچم سه‌رنگی که اولین بار توسط لیبی در سال ۱۹۵۱ به تصویب رسید، استفاده می‌کند که به نمادی از جمهوری لیبی و شورش علیه قذافی تبدیل شده است؛ با توجه به اینکه این پرچم همان نشان استقلال و آزادی لیبی از اشغال ایتالیا است.
ارتش آزادی‌بخش ملی سرانجام در ۲۰ اکتبر ۲۰۱۱، طی نبردهای سنگین در سرت، موفق شد آخرین بقایای طرفدار قذافی را شکست دهد. و خود معمر قذافی را دستگیر کرد، که بعداً بر اثر جراحات گلوله پس از دستگیری درگذشت و عملاً به جنگ داخلی لیبی پایان داد. وضعیت فعلی این سازمان پس از «اعلام آزادی» دولت موقت لیبی، سازماندهی مجدد آن در قالب ارتش ملی لیبی بود.

## دوره انتقالی ۲۰۱۱ و تجدید ساختار
از نوامبر ۲۰۱۱، شورای ملی انتقالی در حال بازسازی ارتش است و پرسنل نظامی که از رژیم قذافی جدا شده بودند و جنگجویان شورشی سابق ارتش آزادیبخش ملی، اساس ارتش ملی جدید لیبی را تشکیل می‌دهند. سرلشکر خلیفه حفتر به دلیل تجربه نظامی و وفاداری به انقلابی که قذافی را سرنگون کرد، به عنوان فرمانده کل ارتش جدید لیبی انتخاب شد.
ارتش لیبی در نوامبر ۲۰۱۱ تنها «چند هزار» سرباز آموزش‌دیده داشت و به سرعت در تلاش بود تا جنگجویان جدیدی را آموزش دهد که بتوانند صلح را در سراسر کشور حفظ کنند و شبه‌نظامیان سرکش را از اقدام بدون دستور شورای ملی انتقالی بازدارند و حداقل در یک مورد در ماه نوامبر بین شبه‌نظامیان متخاصم از زاویه و المیا، میانجیگری آتش‌بس را بر عهده داشت. در ۱ دسامبر ۲۰۱۱، گزارش شد که ارتش آزادی‌بخش ملی قرار است با کمک آموزش‌های فرانسوی، تا ۵۰ هزار جنگجوی شورشی سابق را در ارتش ملی و نیروهای پلیس جدید لیبی ادغام کند و اهداف بلندمدت آن ادغام تا ۲۰۰ هزار جنگجو از تیپ‌هایی است که در طول جنگ داخلی علیه قذافی جنگیده بودند.
در دسامبر ۲۰۱۱، ترکیه موافقت کرد که به ارتش لیبی آموزش دهد، چرا که این ارتش در تلاش برای سازماندهی مجدد پس از جنگ داخلی بود.
همچنین در ماه دسامبر، به تعداد زیادی از شورشیان سابق در ارتش جدید شغل داده شد، در حالی که دولت همچنین اعلام کرد که آنها می‌توانند آزادانه به نیروهای ویژه و نیروی دریایی نیز بپیوندند. به گفته اسامه الجوالی، وزیر دفاع، «ایده این بود که خون جدیدی به ارتشی که توسط دیکتاتور (قذافی) به حاشیه رانده شده بود، تزریق شود.»
ژنرال یوسف منقوش در ۵ ژانویه ۲۰۱۲ گفت که ارتش جدید لیبی با موانع بزرگی مانند بازسازی پایگاه‌های تخریب‌شده در جریان درگیری و همچنین خلع سلاح شبه‌نظامیانی که بخشی از ارتش جدید نبودند، روبرو است. ژنرال خلیفه حفتر، فرمانده ارتش ملی، بعداً گفت که ممکن است بین سه تا پنج سال طول بکشد تا لیبی ارتشی به اندازه کافی توانمند برای محافظت از مرزهای خود تشکیل دهد.

## تیپ‌ها
هیچ تخمین قابل اعتمادی در مورد قدرت کل ارتش وجود ندارد. طبق گزارشی از ۳ تا ۶ مارس، اردوگاه‌های آموزشی در بنغازی، بیضا و اجدابیا با حضور «هزاران مرد» در حال برگزاری است. تخمین زده می‌شود که نیروی مخالف که بریگا و رأس لانوف را در طول پیشروی ۲ تا ۴ مارس تصرف کردند، بین ۵۰۰ تا ۱۰۰۰ نفر بوده است. تنها در کوه‌های نفوسا تا ۲۰۰۰ جنگجوی شورشی وجود دارد.
ارتش آزاد لیبی پس از عقب‌نشینی به حومه بنغازی، در ۲۵ مارس بار دیگر به حمله دست زد. شورشیان در یک رشته پیروزی‌ها، شهرهای اجدابیا، بریقه، رأس لانوف و بن جواد را بازپس گرفتند و به سمت سرت پیشروی کردند. با این حال، پس از ۴۸ ساعت حضور در موقعیت، آنها مجبور شدند دوباره از بن جواد و رأس لانوف عقب‌نشینی کنند. خط مقدم برای چندین ماه در منطقه بریقه و اجدابیا بود و خطوط مقدم دیگری نیز در مصراته و کوه‌های نفوسا وجود داشت. در اواخر ماه اوت، شورشیان در شرق سرانجام توانستند بریقه و چندین شهر دیگر را که به سرت نزدیک می‌شدند، بازپس بگیرند. همزمان شورشیان مصراته توانستند از شهر بیرون رانده شوند و تمام شهرهای اطراف را تصرف کنند، و شورشیان در کوه‌های نفوسا توانستند بیشتر خط ساحلی غربی از جمله خود طرابلس را تصرف کنند. همچنین به هر سرباز کارت شناسایی حاوی عکس، نام، نام تیپ و گروه خونی آنها داده شده است. این کارت‌های شناسایی یا به شکل کاغذ در برگه‌های پلاستیکی یا کارت‌های پلاستیکی هستند.

## تامین‌کنندگان
- – Egypt has been reported to be supplying the rebels with mostly small arms such as assault rifles and ammunition.[۲۶]
- – France has acknowledged having sent arms to rebels in the Nafusa Mountains. These are rocket launcher, MILAN anti-tank missiles and guns and ammunition that have been sent.[۲۷][۲۸][۲۹]
- – The Polish Press Agency reported that unofficially the Polish government supplied the rebels with anti-tank rocket launchers and military vehicles and officers of Polish Special Forces in direct operations.[۳۰][۳۱]
- – Qatar has been reported to be supplying the rebels with various kinds of weapons including MILAN anti-tank systems and AK-47 rifles (as many as 400 such rifles have been estimated to have reached the rebels). Qatar has also supplied the rebels with camouflage and armored vests.[۲۴][۳۲]
- – Sudan supplied fighters in the Nafusa Mountains, Misrata, Kufra, and Benghazi with supplies, ammunition, and weapons such as FN-FAL and AK-47 assault rifles.[۳۳][۳۴]
- – The United Arab Emirates had been reported to be supplying the rebels with Belgian FN-FAL rifles[۲۹] and telecommunication network.[۳۵]
- – The United Kingdom supplied the rebel force with communication equipment and body armor in order to get the force more organised and define a central command structure.
- – The United States is moving to provide Libyan rebels with $25 million in medical supplies, radios and other aid that would not include weapons as stated by the Secretary of State Hillary Clinton.[۳۶]

## تجهیزات

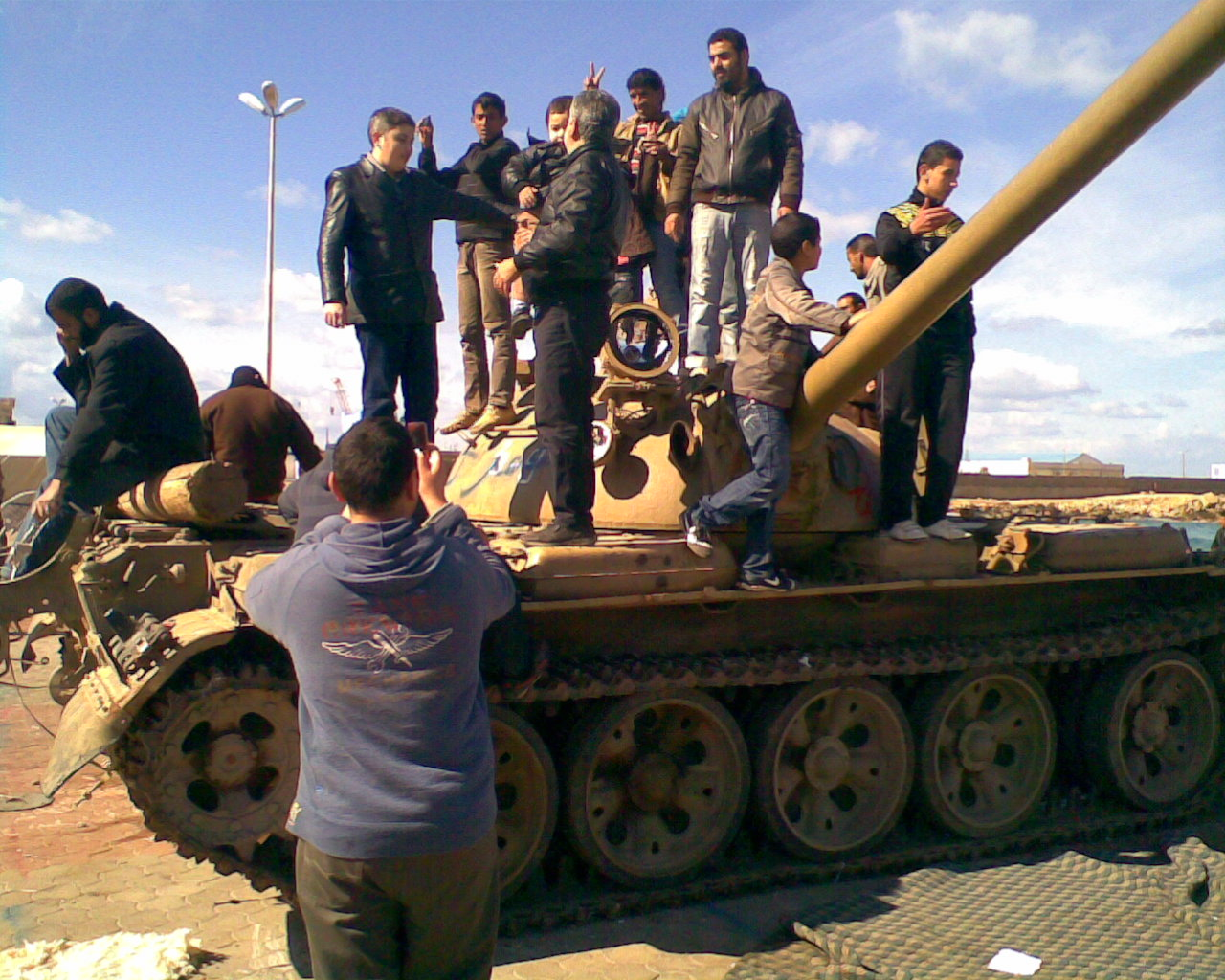
تانک غنیمت گرفته شده از وفاداران قذافی در بنغازی

تجهیزات ارتش آزادیبخش ملی عمدتاً از انبارهای متروکه ارتش، نظامیان فراری لیبیایی (به ویژه در شرق لیبی، بنغازی، بیضا و اجدابیا)، نیروهای مسلح مصر، فرانسه، قطر و ایالات متحده تأمین می‌شد. دقیقاً مشخص نیست که در پایان جنگ از چه تجهیزاتی استفاده می‌شد، اما گزارش‌های روزنامه‌نگاران نشان می‌دهد که موارد زیر مورد استفاده قرار می‌گرفت (در برخی موارد، مانند تانک و زره‌پوش به دلیل عدم دسترسی به قطعات یدکی، محدود بود.)

### استتار
لباس‌های استتار توسط قطر تهیه شده بود. شورشیان همچنین در اجدابیا با لباس نظامی دیده شدند.

### تپانچه‌ها
- CZ99
- گلوک
- برونینگ های-پاور
- برتا ۷۰
- اف‌ان فایو-سون
- Caracal F

### تفنگ‌های ساچمه‌ای
- تفنگ ساچمه‌زنی نیمه‌خودکار
- تفنگ ساچمه‌زنی دولول
- بنلی ام۴ سوپر ۹۰

### اسلحه‌های دستی
- ام‌پی ۴۰
- مسلسل دستی استرلینگ
- MAT-49
- برتا ام۱۲
- هکلر و کخ ام‌پی۵
- اف‌ان پی۹۰ PDW[۴۰]

### کارابین و تفنگ
- Zastava M93 Black Arrow anti-materiel rifle[۴۱]
- Zastava M21 17.000 assault rifle
- Carcano bolt-action rifle
- هکلر و کخ ژ۳۶ assault rifle
- لی–انفیلد bolt-action rifle
- کارابینر ۹۸کا bolt-action rifle
- کلاشینکف assault rifle (Other variants including آکاام, Zastava M70, AK-63, آکا-۷۴, آکا-۱۰۳, Chinese Type 56, جمهوری سوسیالیستی رومانی AIM and آلمان شرقی MPi assault rifles)
- آکا-۷۴ assault carbine
- اف‌ان فال battle rifle[۴۲]
- 1B1 INSAS
- ام۴ کارباین carbine
- نورینکو سی‌کیو assault rifle (a copy of the ام۱۶)
- اف‌ان فال squad automatic weapon

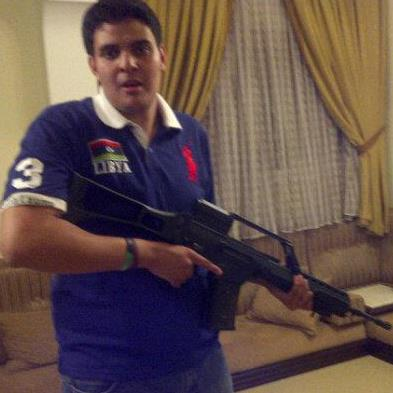
شبه‌نظامی مصراته با تفنگ هکلر و کخ ژ۳۶

- اف‌ان اف۲۰۰۰ assault rifle[۴۰]
- INSAS LMG
- ام۱۶ assault rifle
- / ژ۳ battle rifle (20,000 requested)[۴۳]

### مسلسل‌ها و توپ‌های خودکار
- Zastava M02 Coyote مسلسل سنگین[۴۴]
- M84 مسلسل سبک[۴۱]
- DP-28 مسلسل سبک
- آرپی‌کی مسلسل سبک
- Ultimax 100 مسلسل سبک
- Daewoo Precision Industries K3 مسلسل سبک
- پی‌کا مسلسل چندمنظوره
- پی‌کا re-purposed as portable machine guns
- ام‌گه۳ مسلسل چندمنظوره
- FN MAG General-purpose machine gun
- M1919A4 and M1919A6 Browning[۴۵]
- M2 and M3 .50 cal Heavy machine gun (Mainly mounted on Technicals)
- DShK 12.7mm Heavy machine gun[۴۶] (Mainly mounted on Technicals)
- NSV 12.7mm Heavy machine gun taken off of T-72 tanks (Mainly mounted on Technicals)
- KPV 14.5mm Heavy machine gun mounted on Technicals
- ZPU (ZPU-1,ZPU-2,ZPU-4) 14.5mm Anti-aircraft guns (Mainly mounted on Technicals but also on wheeled carriages)
- Hispano-Suiza HS.820 20 mm naval anti-aircraft autocannon mounted on Technicals
- ZU-23-2 23 mm anti-aircraft autocannons mounted on Technicals
- Gryazev-Shipunov GSh-23L 23 mm twin-barreled autocannon taken off of pro-Gaddafi force planes and mounted on Technicals
- Gryazev-Shipunov GSh-30-1 30x165mm autocannon taken off of pro-Gaddafi force planes
- Romanian M-1980/1988 30mm autocannon mounted on Technicals
- AZP S-60 57 mm autocannon

### تفنگ‌های تک‌تیرانداز
- OSV-96 Imported
- Dragunov SVD
- PSL (rifle)
- Truvelo 14.5x114mm and 20mm sniper rifles captured from the pro-Gaddafi forces

### سیستم‌های موشکی، راکتی و نارنجکی
- M79 Osa shoulder-launched, anti-tank rocket-propelled grenade
- RPG-7 shoulder-launched, anti-tank rocket-propelled grenade launcher
- RPG-26
- RB M57 Yugoslavian shoulder-launched, anti-tank rocket-propelled grenade launcher
- SA-7 9K32 "Strela-2" MANPADS[۴۷]
- 9K11 Malyutka (Sagger) anti-tank missiles
- MILAN anti-tank missiles[۴۸]
- 9M123 Khrizantema supersonic anti-tank missiles
- Carl Gustav recoilless rifle[۴۹]
- SPG-9[۵۰]
- B-10 recoilless rifle[نیازمند منبع]
- M40 recoilless rifle mounted on jeeps and pickups with roof and windshield cut off[۵۱]
- Type 63 multiple rocket launcher (Mainly mounted on Technicals)
- 122 mm multiple rocket launcher salvaged from damaged BM-21 Grad then divided into 3 to 8 tubes and mounted on Technicals
- S-5 rocket UB-16-57UMP, UB-32 rocket launchers
- Katyusha rocket launcher mounted on Technicals[۵۲][۵۳]
- AGS-17 automatic grenade launcher[نیازمند منبع]
- F1 hand grenade[نیازمند منبع]
- RGD-5[نیازمند منبع]
- AN M18 Smoke grenade[نیازمند منبع]
- M2 mortar[نیازمند منبع]
- M1938 mortar
- 122 mm howitzer 2A18 (D-30)[نیازمند منبع]
- 130 mm towed field gun M1954 (M-46)
- 155 mm towed field gun M114 howitzer[۵۴]

### وسایل نقلیه
- T-34 - At least one seized during the war and placed at the main square in Garyan, according to Reuters. Current status unknown.[۵۵]
- T-55 main battle tank[۴۶][۵۶]
- T-62 main battle tank[۵۷]
- T-72 main battle tank
- Type 59 main battle tank
- Centurion AVRE 105 mm main battle tank, supplied by Jordan
- 2S1 Gvozdika 122 mm self-propelled artillery
- Palmaria 155 mm self-propelled artillery
- BMP-1 Infantry fighting vehicle[۴۶]
- BMP-2 Infantry fighting vehicle[نیازمند منبع]
- BMP-3 Infantry fighting vehicle - 10 delivered from pre-revolution order.
- 9P157-2 "Khrizantema-S" BMP-3 Anti-tank version with supersonic 9M123 Khrizantema (AT-15) system with radar and laser guidance - 14 in service; 4 pre-revolution, 10 delivered in October 2013.[۵۸]
- MT-LBu Armored personnel carrier
- BTR-60 Armored personnel carrier converted to MRLS for Type 63 multiple rocket launcher
- M113 Armored personnel carrier with ZU-23-2 23mm anti-aircraft autocannons mounted on top
- M577 command vehicle converted to Infantry fighting vehicle with 2A28 Grom turret from BMP-1 mounted on top
- Ratel 20 Infantry fighting vehicles with improvised ZPU-1 Anti-aircraft gun mounted on top, supplied by Qatar[۵۹]
- EE-9 Cascavel Armored car - Captured or salvaged by the Zawiya Martyrs Brigade in Sirte
- Nimr Armored car
- Humvee - 200 donated by the U.S. Army in July 2013.
- SA-6 Gainful
- SA-8 Gecko
- RM-70 multiple rocket launcher[نیازمند منبع]
- BM-21 Grad Multiple rocket launcher trucks[۶۰]
- AT-T[نیازمند منبع]
- S-125 Neva/Pechora[نیازمند منبع]
- Technicals (Armed with DShK, M2, M3, NSV, KPV, ZPU, ZU-23-2, GSh-23L, HS.820, 2A28 Grom with or without the turret taken off the BMP-1)

#### هواپیما
- MiG-21 Fighter jet aircraft – One MiG-21UM crashed after take-off from Benina airport due to technical malfunction.[نیازمند منبع]
- MiG-23 Fighter jet aircraft – one shot down by friendly fire over Benghazi.
- Soko G-2 Ground-attack and reconnaissance
- Mil Mi-2 light armoured utility helicopter
- Mil Mi-14 Anti Submarine Helicopter[۶۱]
- Mil Mi-24[۶۲] Attack helicopter/Transport helicopter

توجه: هر دو هواپیمای Soko G-2 و Mil Mi-2 در ۲۴ فوریه ۲۰۱۱ در فرودگاه مصراته به غنیمت گرفته شدند.

#### وسایل نقلیه هوایی بدون سرنشین (پهپادها)
- 1 Aeryon Scout Micro UAV[۶۳]

#### کشتی‌ها
- 1 Koni class frigate[۶۴]
  - 212 Al-Hani[۶۵]
- 1 Nanuchka class corvette[نیازمند منبع]
  - 416 Tariq Ibn Ziyaad[نیازمند منبع]
- 2 Natya class minesweeper[نیازمند منبع]